# Janoš Kardoš
Janoš Kardoš (mađ.: Kardos János) (Noršinci ili Norsincz/Újtölgyes, Mađarska, danas Slovenija, oko 13. veljače 1801. - Hodoš ili Őrihodos, Mađarska, danas Slovenija, 12. kolovoza 1873.) slovenski je pisac, prevoditelj i evangelički svećenik.
Rođen je u Prekmurju, u Mađarskoj, a svećenik je bio u Hodošu. Preveo evangeličku Bibliju, mađarske pjesnike (kao što su Sándor Petőfi, János Arany, Mihály Vörösmarty, itd.), jednu školsku knjigu, i pisao pjesmaricu.
1848. – 1849. godine Kardoš i evangelički Slovenci naslonio Lajos Kossuth, katolički a Habsburzi. Ali svaki Slovenac skroz se borio kraj Mađara u mađarskoj revoluciji, kao i ugarskih Hrvati, a protiv Austrijanaca, ugarskih Srba i Jelačićevih hrvatskih snaga. 
Mađarski političari imali su teoriju prema kojoj su Slovenci u Mađarskoj „Vendi”, ili „Vendski Slovenci” (a ne Slovenci), što je stari naziv za Zapadne Slaveni. Ova teorija je politička i neznanstvena.